# Zaranač ploča
Zaranač ploča, arheološka zona kod zaselka Stapićâ, u općini Zagvozdu, zaštićeno kulturno dobro.

## Opis
U zoni su objeti nastali od 2000. pr. Kr. do 1650. po Kr. Arheološko zona Zaranač ploča nalazi se jugoistočno od zaseoka Stapića. Riječ je o višeslojnom nalazištu koji ima 3 faze razvoja. Prvu fazu predstavlja 6 prapovijesnih gomila. Najveća gomila, promjera oko 25 m, smještena je južno od makadamskog puta. Na površini gomile vidljiva su 2 veća groba. Južno od nje nalazi se druga gomila, promjera oko 15 m. Oko 100 m jugoistočno nalazi se dijelom devastirana gomila promjera oko 17 m. Na zapadnom rubu gomile je veliki ukrašeni stećak-ploča te jedan neukrašeni. Stećke možemo datirati u 15. st. Sjeverno od ove gomile nalaze se još 3 gomile uz makadamski put. Oko gomila i na padini brda vidljivi su kasnosrednjovjekovni grobovi koji predstavljaju 3 fazu razvoja na ovom nalazištu.

## Zaštita
Pod oznakom Z-6788 zavedena je kao nepokretno kulturno dobro - kulturno-povijesna cjelina, pravna statusa zaštićena kulturnog dobra, klasificirano kao "arheološka baština".